# Río Vaupés
Rio Vaupés (port. Rio Uaupés) – rzeka w Brazylii i Kolumbii; główny (prawy) dopływ rzeki Rio Negro.
Rio Vaupés od swoich źródeł do ujścia rzeki Querary płynie po terytorium Kolumbii (ok. 845 km). Następnie, do ujścia rzeki Papurí, stanowi granicę pomiędzy Brazylią a Kolumbią (ok. 188 km). Od tego miejsca, aż do swojego ujścia do Rio Negro płynie po terytorium Brazylii (ok. 342 km).